# Associação Tcheca de Hóquei no Gelo
A Associação Tcheca de Hóquei no Gelo é o órgão que dirige e controla o hóquei no gelo da República Tcheca, comandando as competições nacionais e a seleção nacional.